# Jogos de Inverno do Ártico
Os Jogos de Inverno do Ártico  são um evento multiesportivo realizado desde 1970, que engloba os territórios cortados pelo Círculo Polar Ártico e se celebram a cada dois anos. O objetivo destes Jogos é o de proporcionar o desenvolvimento dos esportes e de seus atletas praticantes.

## História
A ideia de se criar um evento esportivo envolvendo os territórios cortados pelo Círculo Polar Ártico veio do governador do Alasca, Walter J. Hickel, do comissário dos Territórios do Noroeste, Stuart M. Hodgson, e do comissário James Smith, em 1969. Este primeiro passo adveio originalmente do pensamento "para prover um fórum no qual os atletas do círculo polar norte pudessem competir como representantes de seus territórios e em sua própria casa" que partiu de Cal Miller, um assessor da delegação do Yukon, durante os Jogos de Inverno do Canadá de 1967.
Em 1970 em Yellowknife, nos Territórios do Noroeste, Canadá, quinhentos atletas, treinadores e oficiais participaram da primeira edição dos Jogos. Os participantes vieram daqueles territórios que fundaram os Jogos: Alasca, Territórios do Noroeste e o Yukon. Desde então, foram realizadas dezesseis edições e a cada edição o número de regiões participantes e de atletas cresce. A regra básica para a participação é que os atletas sejam das regiões acima do Paralelo 55º Norte. Em 2002, pela primeira vez os Jogos foram realizados por duas cidades de dois territórios, por Nuuk, na Groelândia e Iqaluit,no Nunavut.

### Membros organizadores
O Comitê que representa os Jogos do Ártico é formado por doze membros principais, cada qual com sua específica função dentro da entidade. A presidência, até o ano de 2010, já fora ocupada por nove diferentes autoridades:
- Presidente
- Vice-presidente
- Tesoureiro
- Secretário
- Diretor técnico
- Diretor (sete cargos)

## Regiões participantes

Localização do círculo polar ártico traçado em vermelho.

Um total de nove delegações participam ou já participaram dos Jogos de Inverno do Ártico.
- Alasca, Estados Unidos
- Groelândia, Dinamarca
- Alberta, Canadá
- Territórios do Noroeste, Canadá
- Nunavik, Quebec, Canadá
- Nunavut, Canadá
- Lapónia
- Yamalo-Nenets, Federação Russa
- Yukon, Canadá

## Edições
Desde 1970, as edições são realizadas a cada dois anos:
| Ano             | Cidade-sede                    | Duração | Países | Atletas | Eventos |
| --------------- | ------------------------------ | ------- | ------ | ------- | ------- |
| 1970 (detalhes) | Yellowknife                    |         | -      | -       | -       |
| 1972 (detalhes) | Whitehorse                     |         | -      | -       | -       |
| 1974 (detalhes) | Anchorage                      |         | -      | -       | -       |
| 1976 (detalhes) | Schefferville                  |         | -      | -       | -       |
| 1978 (detalhes) | Hay River/Pine Point           |         | -      | -       | -       |
| 1980 (detalhes) | Whitehorse                     |         | -      | -       | -       |
| 1982 (detalhes) | Fairbanks                      |         | -      | -       | -       |
| 1984 (detalhes) | Yellowknife                    |         | -      | -       | -       |
| 1986 (detalhes) | Whitehorse                     |         | -      | -       | -       |
| 1988 (detalhes) | Fairbanks                      |         | -      | -       | -       |
| 1990 (detalhes) | Yellowknife                    |         | -      | -       | -       |
| 1992 (detalhes) | Whitehorse                     |         | -      | -       | -       |
| 1994 (detalhes) | Slave Lake                     |         | -      | -       | -       |
| 1996 (detalhes) | Chugiak/Eagle River            |         | -      | -       | -       |
| 1998 (detalhes) | Yellowknife                    |         | -      | -       | -       |
| 2000 (detalhes) | Whitehorse                     |         | -      | -       | -       |
| 2002 (detalhes) | Nuuk / Iqaluit                 |         | -      | -       | -       |
| 2004 (detalhes) | Wood Buffalo                   |         | -      | -       | -       |
| 2006 (detalhes) | Distrito da Peninsula do Kenai |         | -      | -       | -       |
| 2008 (detalhes) | Yellowknife                    |         | -      | -       | -       |
| 2010 (detalhes) | Grande Prairie                 |         | -      | -       | -       |
| 2012 (detalhes) | Whitehorse                     |         | -      | -       | -       |

## Quadro geral de medalhas
Quadro de medalhas mostra a ordem dos territórios por conquista de medalhas de ouro:
| Ordem | País                    | Medalha de ouro | Medalha de prata | Medalha de bronze | Total |
| ----- | ----------------------- | --------------- | ---------------- | ----------------- | ----- |
| 1     | Alasca                  | 80              | 64               | 47                | 191   |
| 2     | Alberta                 | 42              | 45               | 41                | 128   |
| 3     | Territórios do Noroeste | 28              | 41               | 36                | 105   |
| 4     | Yukon                   | 17              | 20               | 44                | 81    |
| 5     | Yamalo-Nenets           | 22              | 21               | 7                 | 50    |
| 6     | Groelândia              | 20              | 17               | 11                | 48    |
| 7     | Nunavut                 | 13              | 24               | 38                | 75    |
| 8     | Nunavik                 | 13              | 6                | 8                 | 27    |
| 9     | Sami                    | 5               | 6                | 10                | 21    |

- Nota: Quadro de medalhas e referência refletem apenas a edição de 2006.